# VULGAR
『VULGAR』（ヴァルガ）は、日本のバンドDIR EN GREYのメジャー4作目のアルバム。

## 概要
- 前作『鬼葬』以来、約1年半振りとなるフルアルバム。
- 「痛み」をテーマとしたアルバム。メンバー自身「自分にとっての一作目」と発言をしており、バンドとしても転機になった作品でもある。その背景としては、アルバム作業中にはさまざまな出来事があり、レコーディング当初は多くの要因でメンバー自体のモチベーションが低かったことや、アルバム制作中に発売された「かすみ」や当時放映された特別番組などでの自分達の格好への疑問（かなりラフな格好で出演していた）、自分達のライブスタイルやバンドの方向性など、個人も含めメンバー自身がそれぞれ腹を割ってお互い色々なことを話し合う機会が多かったことを、本人達及び関係者の発言で明らかにしている。
- 完成までの道のりは長く、Toshiyaはこのサウンドの中にベース・ラインをいかに存在させるかに悩み、Shinyaは、ドラムのフレーズがこれまでと比べると「百倍ぐらい難しい」と語っていた。
- 京はこのアルバム作業中に、「自分は歌い手ではなく、表現者である」という意識に目覚め、VocalからProphetと自身のクレジットを変更した。
- 初回盤のみ特殊パッケージ仕様で、収録曲「OBSCURE」のミュージッククリップDVDが付属している。ただし、発売の際に規制が入った。オリジナルバージョンは2005年発売DVD『AVERAGE PSYCHO』で観ることができる。
- 歌詞カードの「遊び」が今作から無くなりきちんと掲載されている。また英語詞の歌詞も同梱されるようになった。
- 通常盤には、期間限定特設サイトへ入場するためのIDナンバーが入っていた。この期間限定特設サイトでは、「VULGAR KIT」と題したグッズや素材を提供してのホームページ作成コンテスト、アルバムレコーディング風景の写真など様々な企画が行なわれた。
- アルバム2曲目の「THE IIID EMPIRE」と3曲目の「INCREASE BLUE」は後に映画『デス・トランス』の挿入歌にも起用された。
- 本作以降、シングル曲は全てアルバムバージョンで収録されている。

## 収録曲
シングル曲は全てアルバムバージョンとして再録されている。また今作から作曲・編曲のクレジットが「Dir en grey」に統一されているため、シングル曲のクレジットも変更されている。
| 全作詞: 京、全作曲・編曲: Dir en grey。 |                                |       |             |      |
| #                                       | タイトル                       | 作詞  | 作曲・編曲  | 時間 |
| 1.                                      | 「audience KILLER LOOP」       | 京    | Dir en grey | 3:38 |
| 2.                                      | 「THE IIID EMPIRE」            | 京    | Dir en grey | 3:04 |
| 3.                                      | 「INCREASE BLUE」              | 京    | Dir en grey | 3:45 |
| 4.                                      | 「蝕紅」                       | 京    | Dir en grey | 4:20 |
| 5.                                      | 「砂上の唄」                   | 京    | Dir en grey | 3:13 |
| 6.                                      | 「RED…[em]」                   | 京    | Dir en grey | 4:59 |
| 7.                                      | 「明日無き幸福、呼笑亡き明日」 | 京    | Dir en grey | 3:29 |
| 8.                                      | 「MARMALADE CHAINSAW」         | 京    | Dir en grey | 4:11 |
| 9.                                      | 「かすみ」                     | 京    | Dir en grey | 4:19 |
| 10.                                     | 「Я TO THE CORE」              | 京    | Dir en grey | 1:46 |
| 11.                                     | 「DRAIN AWAY」                 | 京    | Dir en grey | 4:04 |
| 12.                                     | 「NEW AGE CULTURE」            | 京    | Dir en grey | 3:17 |
| 13.                                     | 「OBSCURE」                    | 京    | Dir en grey | 3:58 |
| 14.                                     | 「CHILD PREY」                 | 京    | Dir en grey | 3:50 |
| 15.                                     | 「AMBER」                      | 京    | Dir en grey | 4:48 |
| 合計時間:                               | 合計時間:                      | 56:41 |             |      |

### 楽曲解説
1. audience KILLER LOOP
メロディーは薫と京の持ってきた原型を組み合わせて誕生した。Dieも自分の中から出てこなかったメロディーだったので難しかったと語っている。詞は京自身のトラウマを書き綴ったものでもあると語っている。
ライブだけでなくフェスでも演奏されることが多い。
2. THE IIID EMPIRE
ToshiyaとDieの持ってきた原曲に京がメロディーを付け加えた。
ドラムの手数は原曲の時点から多く作られていたらしく、それをどうにかアレンジした結果今のフレーズに行き着いたと語っている。その名の通り戦争をテーマにした内容であるが、「戦争を知らない俺が書いても深い意味はないけど、それでも敢えて書くことでその行為自体が凄く馬鹿馬鹿しい事なんだってことを言いたかった」と京は述べている。ライブでは必ずといっていい程演奏されている曲であり、アンコールのラストに使われることも多かった。
後にリリースされたベストアルバム『VESTIGE OF SCRATCHES』に再構築されたバージョンが収録されている。
3. INCREASE BLUE
Shinyaが原型を作りこんだパンキッシュかつ軽快な疾走ナンバー。イントロからギターリフ主体で曲が進んでいく
4. 蝕紅
歌詞は童謡「かごめかごめ」が元になっている。原型は薫が制作。
中盤でマーチのような部分と歌のみの箇所が存在するが、ライブではアカペラで歌われている。後に2009年リリースのシングル「激しさと、この胸の中で絡み付いた灼熱の闇」に、"Shot In One Take" と冠したリアレンジ音源がスタジオ一発録りで収録されている。
5. 砂上の唄
京がメロディーのみを作り上げ、それをDieに持って行きコード進行を作り上げて現在の形となった。アルバム収録曲の中では至ってシンプルな歌モノ曲。
6. RED…[em]
Dieのギター・フレーズから始まる。原曲者であるDie自身相当気に入っている曲であり、中盤のギター・ソロは当初考えていなかったらしいが、京から「熱いギターソロを入れてよ」とリクエストを受けて、「熱いソロ」を意識して作り上げたとのこと。
7. 明日無き幸福、呼笑亡き明日
タイトルは「あすなきこうふく、こえなきあす」と読む。バンド初となるシャッフル・ビートを導入した楽曲。
8. MARMALADE CHAINSAW
ライブ中の自分自身を歌ったものであり、『時計じかけのオレンジ』という映画を見て、その主人公と自分自身がどこか似ているものがあると感じたことで、それと関連した言葉が詞の中にも登場してくる。
9. かすみ
12thシングル。全体のミキシングが新しく行われ、さらにドラムセットを変えて録り直されている。
10. Я TO THE CORE
一分強ほどの短い時間の中で展開されていく2メロコアのロックナンバー。元々Shinyaが作ってきた原曲をプリプロダクションするに連れてこの形になった。
11. DRAIN AWAY
11thシングル。アルバムではよりシングルよりも音がクリアになり、サビのメロディーの一部分が変化している。さらにドラムセットを変えて録り直されている。
12. NEW AGE CULTURE
イントロとアウトロにパーティー会場での雑踏っぽいSEが挿入された異色のダンサブルなハードコアナンバー。浮遊感のあるシンセサウンドも特徴。
13. OBSCURE
当アルバムの核心となる曲であり、薫が原曲を作った。7弦ギターと5弦ベースが導入されている。
またシングル曲を除いたアルバム曲中で唯一PVが製作されており、死体が吊るされた部屋で演奏するメンバーの映像から始まり、嘔吐する京、喉元に槍を突き刺す薫、心臓を掴み出すDie、体が変化するToshiya、肩から無数の手が伸びるShinya、幼児の頭部を貪る女性など、和風エログロな世界観をベースにした壮絶な映像となっており、2012年に英音楽サイトGigwiseが発表した「最も物議を醸したミュージック・ビデオ TOP50」では8位にランクインしている。今作以降のライブでも頻繁に演奏されている。
後に2011年リリースのシングル「LOTUS」のカップリング曲として再構築されたバージョンが収録されている。
14. CHILD PREY
10thシングル。テレビ東京系『ミミヨリーナ』エンディングテーマ。本作に収録されるにあたり再レコーディングされ、またタイトルも、シングルでの「Child prey」から大文字表記に変更された。
15. AMBER
アルバムのラストを締めるナンバー。薫のギターのエフェクトが効果的に使用されている。京は「このアルバムで一番攻撃的な歌詞」と述べている。ちなみにAMBERの意味は「琥珀」である。